# Orija (přítok Jotije)
Orija je řeka 2. řádu na jihu Litvy v okrese Šakiai, levý přítok řeky Jotija, do které se vlévá v rybníce Voverių tvenkinys, 1 km západně od obce Voveriai, 20,8 km od jejího ústí do Šešupė. Pramení 6,5 km východně od obce Bizieriai, v lese Kūdrų miškas. Teče směrem západním, Užnemunskou rovinou. Dolní tok je rovnoběžný (od jihu) s řekou Jotija. Průměrný průtok před soutokem s Jotupisem je 0,26 m³/s, u ústí – 0,64 m³/s.

## Přítoky
- Levé:

| Hydrologické pořadí | Řeka                           | Délka (km) | Povodí (km²) | Vzdálenost od ústí (km) | Ústí kde           | Koordináty ústí                  |
| ------------------- | ------------------------------ | ---------- | ------------ | ----------------------- | ------------------ | -------------------------------- |
| 15010754            | O - 3 (Blusupis)               | 4,7        | 5,3          | 25,1                    | Prancai            | 55°0′9″ s. š., 23°8′2″ v. d.     |
| 15010756            | O - 1 (Muštinis)               | 5,9        | 6,7          | 22,1                    | Švarpliai/Ašmučiai | 54°59′38″ s. š., 23°5′38″ v. d.  |
| 15010757            | Jotupis                        | 5,8        | 10,3         | 21,0                    | Ašmučiai           | 54°59′17″ s. š., 23°4′49″ v. d.  |
| 15010761            | Kumpupaitis neboli Kumputaitis | 5,8        | 11,4         | 11,3                    | Bagdžiai           | 54°59′40″ s. š., 22°57′59″ v. d. |

- Pravé:

| Hydrologické pořadí | Řeka                          | Délka (km) | Povodí (km²) | Vzdálenost od ústí (km) | Ústí kde    | Koordináty ústí                |
| ------------------- | ----------------------------- | ---------- | ------------ | ----------------------- | ----------- | ------------------------------ |
| 15010753            | Gervingrabė neboli Geringrabė | 4,2        | 5,4          | 27,4                    | Mišiurkė    | 55°0′23″ s. š., 23°10′3″ v. d. |
| 15010755            | Gėdupelis                     | 4,0        | 6,2          | 23,9                    | Prancai     | 55°0′5″ s. š., 23°6′49″ v. d.  |
| 15010758            | O - 4                         | 3,4        | 1,8          | 18,4                    | Plieniškiai | 55° s. š., 23°3′29″ v. d.      |
| 15010759            | O - 2                         | 3,6        | 8,5          | 17,5                    | Prūseliai   | 55°0′17″ s. š., 23°2′45″ v. d. |
|                     | Vikšrupis                     | 5,1        |              | 16,51                   | Prūseliai   | 55°0′24″ s. š., 23°1′38″ v. d. |

## Sídla při řece
- Prancai, Ašmučiai, Plieniškiai, Prūseliai, Gudlaukis